# Limenitis isis
Limenitis isis är en fjärilsart som beskrevs av Dru Drury 1782. Limenitis isis ingår i släktet Limenitis och familjen praktfjärilar. Inga underarter finns listade i Catalogue of Life.